# Erich Bautz
Erich Bautz (Dortmund, 26 de mayo de 1913 - Dortmund, 17 de septiembre de 1986) fue un ciclista alemán que fue profesional entre 1934 y 1953.
Durante su etapa como profesional consiguió 27 victorias, entre las que destacan dos victorias parciales en el Tour de Francia y tres campeonatos de Alemania en ruta. Además portó el maillot de líder de la ronda gala durante cinco jornadas.

## Palmarés
| 1933 - Vuelta a Colonia 1935 - Vuelta a Dortmund - Circuito de Schweinfurth 1936 - Vuelta a Colonia - Vuelta a Erfurth - GP Sarre - 2.º en el Campeonato de Alemania de ciclismo en ruta 1937 - Campeón de Alemania - Vuelta a Harz - Vuelta al Coll de Spessart - 2 etapes del Tour de Francia - Etapa de la Vuelta a Alemania - Etapa de la Tour de Luxemburgo 1938 - Premio de Bielefeld - 2 etapas de la Vuelta a Alemania | 1939 - Vuelta a Frankfurt - GP Wuppertal - Etapa de la Vuelta a Alemania 1941 - Campeón de Alemania - Etapa del Echarpe d'Or Torpedo 1942 - Campeón de Alemania de medio-fondo - Vuelta a Westmark, más una etapa 1947 - Vuelta a Alemania, más una etapa 1949 - 2.º en el Campeonato de Alemania de ciclismo en ruta 1950 - Campeón de Alemania - Campeón de Alemania de medio-fondo |

## Resultados en el Tour de Francia
- 1936: Abandono en la 6.ª etapa
- 1937: 9.º de la clasificación general, vencedor de 2 etapas y portador del maillot amarillo durante cinco etapas

## Equipos
- Diamant (1934-1936)
- Alcyon i Diamant-Conti-Torpedo (1937)
- Dürkopp (1938)
- Alcyon i Diamant (1938)
- Diamant (1939-1942)
- Patria W.K.C. (1946-1952)